# ۲۲ مایل
۲۲ مایل (به انگلیسی: Mile 22) یک فیلم در ژانر اکشن جاسوسی و محصول سال ۲۰۱۸ آمریکا، به کارگردانی پیتر برگ و نویسندگی لیا کارپنتر است. فیلم‌نامه فیلم توسط کارپنتر و گراهام رولند به رشته تحریر درآمده است. در این فیلم ستارگانی همچون مارک والبرگ، جان مالکوویچ، لورن کوهن، ایکو اویس، روندا رزی، سم مدینا و لی چائه رین ایفای نقش کرده‌اند.
این فیلم در تاریخ ۱۸ اوت ۲۰۱۸، در ایالات متحده به نمایش درآمد.

## داستان
داستان فیلم مایل ۲۲ دربارهٔ یک گروه از افسران نخبه اطلاعاتی ایالات متحده است که تلاش می‌کند تا یک افسر پلیس که دارای اطلاعات طبقه‌بندی شده‌است را از کشور خارج نماید که طی این مسیر دچار مشکلاتی می‌شوند.